# Episodi di Ramar of the Jungle (prima stagione)
La prima stagione della serie televisiva Ramar of the Jungle è stata trasmessa in anteprima negli Stati Uniti d'America in syndication tra il 18 aprile 1953 e il 10 ottobre 1953.
| nº | Titolo originale        | Titolo italiano | Prima TV USA      | Prima TV Italia |
| -- | ----------------------- | --------------- | ----------------- | --------------- |
| 1  | Evil Trek               | inedito         | 18 aprile 1953    | inedito         |
| 2  | White Savages           | inedito         | 25 aprile 1953    | inedito         |
| 3  | Drums of the Jungle     | inedito         | 2 maggio 1953     | inedito         |
| 4  | The Doomed Safari       | inedito         | 9 maggio 1953     | inedito         |
| 5  | Tribal Feud             | inedito         | 16 maggio 1953    | inedito         |
| 6  | The Mask of Kreenah     | inedito         | 23 maggio 1953    | inedito         |
| 7  | The Voice in the Sky    | inedito         | 30 maggio 1953    | inedito         |
| 8  | Burning Barrier         | inedito         | 6 giugno 1953     | inedito         |
| 9  | The Unknown Terror      | inedito         | 13 giugno 1953    | inedito         |
| 10 | Danger in Disguise      | inedito         | 20 giugno 1953    | inedito         |
| 11 | Mark of Shaitan         | inedito         | 27 giugno 1953    | inedito         |
| 12 | Jungle Treasure         | inedito         | 4 luglio 1953     | inedito         |
| 13 | The Blue Treasure       | inedito         | 11 luglio 1953    | inedito         |
| 14 | Mark of the Bola        | inedito         | 18 luglio 1953    | inedito         |
| 15 | Curse of the Devil Doll | inedito         | 25 luglio 1953    | inedito         |
| 16 | The Golden Tablet       | inedito         | 1º agosto 1953    | inedito         |
| 17 | Lady of the Leopards    | inedito         | 8 agosto 1953     | inedito         |
| 18 | Drums of Doom           | inedito         | 15 agosto 1953    | inedito         |
| 19 | The Flaming Mountain    | inedito         | 22 agosto 1953    | inedito         |
| 20 | White Man's Magic       | inedito         | 29 agosto 1953    | inedito         |
| 21 | Voice of the Past       | inedito         | 5 settembre 1953  | inedito         |
| 22 | Zombie Terror           | inedito         | 12 settembre 1953 | inedito         |
| 23 | Savage Challenge        | inedito         | 19 settembre 1953 | inedito         |
| 24 | Savage Fury             | inedito         | 26 settembre 1953 | inedito         |
| 25 | Thunder Over Sangoland  | inedito         | 3 ottobre 1953    | inedito         |
| 26 | Valley of No Return     | inedito         | 10 ottobre 1953   | inedito         |